# Winchester (Indiana)
Winchester is een plaats (city) in de Amerikaanse staat Indiana, en valt bestuurlijk gezien onder Randolph County.

## Demografie
Bij de volkstelling in 2000 werd het aantal inwoners vastgesteld op 5037.
In 2006 is het aantal inwoners door het United States Census Bureau geschat op 4738, een daling van 299 (-5,9%).

## Geografie
Volgens het United States Census Bureau beslaat de plaats een oppervlakte van
8,0 km², geheel bestaande uit land. Winchester ligt op ongeveer 321 m boven zeeniveau.

## Plaatsen in de nabije omgeving
De onderstaande figuur toont nabijgelegen plaatsen in een straal van 16 km rond Winchester.

## Geboren
- Robert Wise (1914-2005), filmregisseur en -producent